# Psyttalia makii
Psyttalia makii är en stekelart som först beskrevs av Jinhaku Sonan 1932.  Psyttalia makii ingår i släktet Psyttalia och familjen bracksteklar. Inga underarter finns listade i Catalogue of Life.